# Dere
Dere es un género de escarabajos longicornios.

## Especies
- Dere acaciae
- Dere adelpha
- Dere affinis
- Dere apicalis
- Dere apicaloides
- Dere basalis
- Dere bicolor
- Dere bivittata
- Dere cassiae
- Dere coeruleipennis
- Dere contigua
- Dere deversaria
- Dere donisi
- Dere femoralis
- Dere fulvipennis
- Dere grahami
- Dere grobbelaarae
- Dere janenschi
- Dere khatrii
- Dere kirai
- Dere krameri
- Dere leptis
- Dere littoralis
- Dere marginata
- Dere masoni
- Dere minettii
- Dere minor
- Dere nigrita
- Dere opacula
- Dere philippinensis
- Dere posticata
- Dere punctifrons
- Dere reticulata
- Dere rufeola
- Dere subrubra
- Dere subtilis
- Dere thoracica
- Dere virescens
- Dere viridicincta
- Dere viridipennis
- Dere vittata
- Dere zimbabweana